# 비말 마가르
비말 가르티 마가르(네팔어: विमल घर्ती मगर, 1998년 1월 26일 ~ )는 네팔의 축구 선수로 현재 마친드라 FC에서 공격수로 활약 중이며 네팔 축구 국가대표팀의 희망이자 새로운 에이스로 불리는 선수이다.

## 클럽 경력
과거 축구 선수였던 부친의 슬하에서 자라 어린 시절부터 축구 선수의 꿈을 키워왔고 그렇게 축구 재능을 키워오던 중 네팔 축구 협회에서 운영하는 부트왈 엘리트 영어학교에 입학하여 인도 뉴델리에서 열린 수브로토컵에서 자신이 속한 학교에 우승을 안겼다.  
2011년에는 네덜란드로 건너가 에레디비시의 명문 구단 중 하나인 FC 트벤터의 트라이얼에 합격하였고 이후 HSC U-19팀과의 경기에서 4골·1어시스트를 기록하며 팀의 9-0 대승에 이바지했다.
그러나 FIFA 유소년 이적 정책 규정 문제 때문에 트벤터 입단이 결렬되었고 한때 잉글랜드 프리미어리그 명문 구단인 맨체스터 유나이티드와 벨기에 프로 리그 소속팀인 리르서 SK와 연결되기도 했으나 모두 무위에 그쳤다. 
이후 벨기에 프로팀인 RSC 안데를레흐트, KRC 헹크, 클뤼프 브뤼허 등의 유소년팀에서 뛰면서 재능을 인정받았으나 아쉽게도 유럽 무대 정착에 실패한 채 네팔로 돌아와 파 이스턴 FC에 입단하면서 성인 무대 정식 데뷔전을 치렀다. 
이후 쓰리 스타 클럽 소속 시절이던 2016년 보르돌로이 트로피 결승전에서 연장 전반 9분에 결승골을 터뜨리며 소속팀의 우승에 기여하기도 했지만 이후 인도와 자국의 여러 프로팀들을 옮겨 다녔다. 
그리고 2018년 치야살 유스 클럽으로 이적했지만 5경기 출전에 그쳤고 2019년 몰디브 디베히 리그 소속인 TC 스포츠클럽으로 이적했다가 2020년 자국 리그 소속팀인 마친드라 FC로 이적했다.

## 국가대표팀 경력

### 청소년 대표팀
2012년 5월 AFC U-14 챔피언십 출전 선수 명단에 이름을 처음으로 올렸고 이후 U-17, U-20, U-23 대표팀에서 23경기 20골을 터뜨리면서 팀의 2015년 SAFF U-19 챔피언십 우승, 2016년 남아시아 경기 대회 금메달에 기여했으며 U-14 대표팀 시절에는 스리랑카와의 경기에서 해트트릭을 기록하는 등 무려 8골을 터뜨리기도 했다. 
그리고 2014년 AFC U-16 아시안컵 본선에도 출전하여 쿠웨이트와의 C조 2차전에서 페널티킥으로 결승골을 터뜨리며 네팔 축구 역사상 AFC 주관 대회 첫 승 달성에 이바지했으며 2014년 아시안 게임 대표팀에도 차출되었지만 AFC U-16 아시안컵에서 당한 부상에 발목이 잡히면서 출전이 무산되었다.

### 네팔 A대표팀
2012년 9월 20일 14세의 어린 나이에도 불구하고 방글라데시와의 경기에서 A대표팀 데뷔전을 치른 뒤 자국에서 열린 파키스탄과의 2013년 SAFF 챔피언십 A조 조별리그 2차전에서 국제 A매치 데뷔골을 터뜨렸다.
그리고 2016년 방가반두컵에서 2골을 기록하며 A대표팀의 사상 첫 국제 대회 우승에 기여한 뒤 같은 해에 열린 2016년 AFC 솔리대리티컵에서도 2골을 터뜨리면서 네팔의 사상 첫 AFC 주관 대회 우승에도 공헌했다.

## 플레이스타일
전문적인 왼발잡이 선수로 문전 근처에서의 마무리 슈팅의 정확도와 기술이 정확하며 큰 키에 비해 빠른 주력과 민첩성을 갖춤으로써 피지컬적으로 훌륭한 공격수 자원으로 손꼽힌다. 
이러한 주력을 바탕으로 측면 및 중앙을 고루 넘나드는 플레이가 가능하고 순식간에 치고 들어가는 드리블과 개인기 또한 준수한 선수로 평가받는다. 
거기에다가 볼이 없는 상황에서 공간을 찾아들어가는 지능과 센스가 탁월하여 기막힌 위치 선정으로 득점을 하는 경우가 간혹 있으며 어린 시절부터 해외생활을 자주 하면서 여러 문제에 휘둘린 경험이 많기 때문에 멘탈 관리도 굉장히 철저한 선수로도 평가되고 있다.

## 수상

### 국가대표팀
네팔 U-17
- SAFF U-17 챔피언십 : 준우승 (2013)

 네팔 U-20
- SAFF U-20 챔피언십 : 우승 (2015)

 네팔 U-23
- 남아시아 경기 대회 : 금메달 (2016)

 네팔
- AFC 솔리대리티컵 : 우승 (2016)
- SAFF 챔피언십 : 4강 (2013)
- 방가반두컵 : 우승 (2016)

## 같이 보기
- 네팔 축구 국가대표팀
- 네팔 U-17 축구 국가대표팀